# Listă de bașchiri
Acesta este o listă de bașchiri:

## A
- Ildar Abdrazakov, cântăreț de operă
- Sagit Agiș, scriitor, poet și dramaturg
- Ilșat Aitkulov (n. 15 februarie 1969), antrenor de fotbal
- Gaziz Al'muhametov (1895–1938), etnic bașchir cântăreț de operă (tenor) și compozitor. Victimă a Marii Epurări
- Alsou (Alsou Ralifovna Abramova)
- Gabdulla Amantay, scriitor, poet și dramaturg

## B
- Șaihzada Babich, poet, scriitor și dramaturg
- Zainab Biișeva, scriitoare, poetă și dramaturg
- Bayezit Bikbay, scriitor, poet și dramaturg

## D
- Hadia Davletșina, scriitor, poet și dramaturg

## F
- Rizaeddin bin Fahreddin  (12 ianuarie 1858 - 1936), învățat și publicist
- Salavat Fidai, sculptor

## G
- Majit Gafuri (20 iulie 1880 - 28 octombrie 1934), poet
- Vener Galiev (n. 1 iulie 1975), wrestler amator
- Salawat Gallyamov (24 decembrie 1959 – 5 septembrie 2018), lingvist
- Musa Gareyev (9 iulie 1922 - 17 septembrie 1987), aviator în al Doilea Război Mondial, Erou al Uniunii Sovietice
- Rami Garipov, scriitor, poet și dramaturg
- Irek Gimayev (n. 2 septembrie 1957), jucător de hochei
- Gulnaz Gubaydullina (n. 14 februarie 1992), sportivă olimpică

## H
- Rustem Hamitov (n. 18 august 1954), politician și inginer
- Guinan Hairi (15 iunie 1903 - 16 octombrie 1938), scriitor, poet și dramaturg

## I

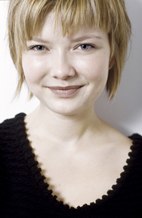
Alina Ibragimova

- Alina Ibragimova (n. 28 septembrie 1985), violonist
- Abdulkadir Inan (29 octombrie 1889 – 26 iulie 1976),  istoric, scriitor, turcolog și folclorist
- Zagir Ismagilov (26 decembrie 1916 - 30 mai 2003), compozitor și educator. Ordinul Lenin.
- Amir Ișemgulov (n. 22 mai 1960), biolog și politician rus de origine bașchiră

## K
- Mansur Kamaletdinov (7 ianuarie 1926 - 19 aprilie 2012), balerin
- Mustai Karim (sau Mustafa Safici Karimov, 20 octombrie 1919 - 21 septembrie 2005), scriitor, poet și dramaturg
- Saifi Kudaș (3 octombrie 1894 - 26 iunie 1993), poet
- Yakup Kulmii (7 septembrie 1918 - 11 octombrie 1994), poet
- Muhammed-Gabdulhai Kurbangaliev (1889 - 22 august 1972), lider religios și politician
- Tagir Kusimov (14 februarie 1909 - 10 mai 1986), General-maior, Erou al Uniunii Sovietice

## M
- Alexander Matrosov

## Q
- Qol Ghali  (circa 1183-1236), poet

## R
- Murtaza Rahimov
- Ural Rahimov, om de afaceri rus de origine bașchiră
- Bașir Rameev (1 mai 1918 - 16 mai 1994), inventator și om de știință sovietic, unul dintre fondatorii informaticii sovietice, autor al 23 de brevete
- Zaynulla Rasulev

## S
- Denis Șafikov
- Yaroslava Șvedova
- Guzal Sitdîkova, scriitoare, poetă, traducător

## T
- Tamara Tansykkuzhina
- Kadir Timergazin

## U
- Liasan Utiașeva

## V
- Dmitriy Vassiliev
- Zeki Velidi Togan

## Y
- Salawat Yulayev

## Z
- Irek Zaripov